# Timori bozótposzáta
A timori bozótposzáta (Locustella timorensis) a verébalakúak (Passeriformes) rendjébe, ezen belül a tücsökmadárfélék (Locustellidae) családjába és a Locustella nembe tartozó faj. Egyes rendszerezések szerint a jávai bozótposzáta alfaja. 14 centiméter hosszú. A Timor és az Alor szigetek erdős területein él 1800 méter tengerszint feletti magasságig. Többnyire rovarokkal táplálkozik.

## Fordítás
- Ez a szócikk részben vagy egészben  a   Timor bush warbler című angol Wikipédia-szócikk fordításán alapul.  Az eredeti cikk szerkesztőit annak laptörténete sorolja fel. Ez a jelzés csupán a megfogalmazás eredetét és a szerzői jogokat jelzi, nem szolgál a cikkben szereplő információk forrásmegjelöléseként.